# Schoenobiinae
Die Schoenobiinae sind eine kleine Unterfamilie der Crambidae. Derzeit sind nur etwa 170 Arten insgesamt bekannt. In Europa kommen etwa sechs Arten vor.

## Merkmale
Die Schoenobiinae sind durch Merkmale im Genitalapparat der Männchen als Monophylum begründbar.

## Lebensweise
Das Verbreitungsgebiet der Schoenobiinae reicht von den gemäßigten bis zu den tropischen Regionen. Die Raupen fressen an Gräsern in Marschen und anderen Feuchtgebieten. Einige sind Schädlinge an Nutzpflanzen wie beispielsweise Reis.

## Systematik
Die Unterfamilie Schoenobiinae enthält zurzeit sechs Gattungen; drei Gattungen mit sechs Arten kommen auch in Europa vor.
- Schoenobius Duponchel, 1836
- Donacaula Meyrick, 1890
- Scirpophaga Treitschke, 1832